# Rinus Michels
Marinus ("Rinus") Jacobus Hendricus Michels (9 tháng 2 năm 1928 – 3 thág 3 năm 2005) là một cầu thủ và huấn luyện viên người Hà Lan. Ông cống hiến cả sự nghiệp của mình ở câu lạc bộ Ajax Amsterdam, và sau đó là huấn luyện viên của câu lạc bộ này. Ông cũng là thành viên của Hà Lan. Ông cũng từng có thời gian làm huấn luyện viên cho đội tuyển quốc gia.
Ông nổi tiếng với thành tích huấn luyện của mình, cùng Ajax Amsterdam và giành cúp vô địch Tây Ban Nha với FC Barcelona. Ông cùng đội tuyển Hà Lan đạt Á quân World Cup 1974 và vô địch Euro 1988. Ông được coi là người phát minh ra lối chơi bóng đá tổng lực vào thập niên 1970 chính điều đó đã khiến FIFA bầu ông là huấn luyện viên xuất sắc nhất thế kỉ 20 vào năm 1999 và tờ France Football năm 2019 bầu chọn là Huấn luyện viên xuất sắc nhất lịch sử.

## Sự nghiệp cầu thủ

### Câu lạc bộ
Ông sinh ra tại Amsterdam nhưng lớn lên tại Olympiaweg, phố gần sân vận động Olympic. Khi kỉ niệm sinh nhật lần thứ 9 vào năm 1936 ông được nhận một đôi giày đá bóng màu trắng và một chiếc áo thi đấu của Ajax Amsterdam. Sau đó ông thường chơi bóng với cha ông ở một sân nhỏ gần nhà. Joop Köhler, một người bạn của gia đình đang làm việc tại Ajax, đã giới thiệu ông đến chơi ở đội trẻ của Ajax năm 1940. Khi Thế chiến thứ hai bùng nổ, và đặc biệt là nạn đói ở Hà Lan năm 1944, sự nghiệp của ông bị gián đoạn.
Lille OSC, một câu lạc bộ ở Pháp đã mời ông sang chơi bóng cho họ ông không đi được vì còn nghĩa vụ quân sự với quốc gia.
Ngày 9 tháng 6 năm 1946 ông được mời đến chơi cho Ajax để thay cho Han Lambregt bị chấn thương. Trận đầu của ông cho Ajax là trận hủy diệt ADO với tỉ số 8-3 và ông đã ghi 5 bàn. Và mùa giải năm đó họ đoạt chức vô địch Hà Lan. Ông trở thành một người quan trọng của đội bóng, trong thời gian 1946-1958 ông chơi 264 trận cho Ajax và ghi được 122 bàn.
Năm 1958 ông đã chấm dứt sự nghiệp thi đấu của mình vì chấn thương.

### Đội tuyển quốc gia
Ông chơi cho đội tuyển quốc gia mình vẻn vẹn có 5 trận. Trận đầu ông thi đấu là gặp Thụy Điển ngày 8 tháng 6 và thua 1-4. Ông cũng thua tất cả các trận còn lại trong màu áo đội tuyển "Da Cam" của mình, 4-1 trước Phần Lan, 4-0 trước Bỉ, 6-1 trước Thụy Điển và 3-1 trước Thụy Sĩ.

## Sự nghiệp huấn luyện
Rinus trở lại Ajax vào năm 1965 với cương vị là huấn luyện viên. Dưới triều đại của ông Ajax đã giành được 4 cúp vô địch quốc gia và 3 cúp KNVB. Năm 1971 ông dẫn dắt Ajax giành Cúp C1 lần đầu trong lich sử của họ. Ở Ajax ông đã cải tiến lối chơi bằng lối bóng đá tổng lực và dùng bẫy việt vị. Sau đó ông chuyển tới FC Barcelona vào cuối năm 1971 và đẫn dắt đội bóng này đoạt cup vô địch La Liga trước khi quay lại làm huấn luyện viên của Hà Lan.
Trận đầu tiên của ông trên cương vị huấn luyện viên Hà Lan là trận hòa 1-1 với Áo ngày 27 tháng 3 năm 1974. Tại vòng chung kết World Cup 1974 "Cơn lốc xoáy màu da cam" đã thể hiện một lối chơi tấn công tổng lực đã làm khiếp sợ các đội bóng khác. Họ lần lượt đánh bại Argentina và đương kim vô địch Brasil để tiến tới trận chung kết gặp nước chủ nhà Đức. Trước trận chung kết họ đã thắng 5, hòa 1 ghi được 14 bàn và chỉ để thủng lưới 1 bàn. Và trên cương vị huấn luyện của mình ông chưa từng bị thất bại trận nào. Ở trận chung kết năm đó Hà Lan đã vươn lên dẫn trước nhưng thần may mắn đã không nghiêng về phía họ và kết quả là họ chịu thua 1-2, nhường chiếc cúp vô địch lại cho đội chủ nhà. Đó cũng là trận cuối của Michels ở đội tuyển Hà Lan trước khi ông sang huấn luyện cho Ajax.
Sau đó 10 năm ông lại trở lại huấn luyện cho đội Hà Lan. Thời kỳ này ông có trong tay những cầu thủ xuất sắc bậc nhất thế giới như Marco van Basten, Ruud Gullit và Frank Rijkaard, họ đã cùng nhau đoạt được cup vô địch châu Âu năm 1988.
Câu lạc bộ cuối cùng mà ông huấn luyện là Bayer Leverkusen của Đức năm 1989.

## Nhận định
Với những thành công và triết lý bóng đá của mình ông được mọi người tôn là "Tướng quân". Ông từng nói: "Bóng đá cũng như chiến tranh vậy, bất cứ ai cư xử quá chuẩn mực là thất bại". Sau khi kết thúc ông công việc của mình ông sống tại Aalst, Bỉ và mất tại đó ngày 3 tháng 3 năm 2005 vì một cơn đau tim, thọ 77 tuổi. Johan Cruijff đã nói về ông như sau: "Cả trên cương vị là cầu thủ hay là huấn luyện viên ông là người dạy cho tôi nhiều điều nhất. Tôi nhớ Rinus Michels..... tôi luôn mong được sụ chỉ bảo của ông ấy.

## Danh hiệu
Cầu thủ
- Vô địch Hà Lan: 1947, 1957

Huấn luyện viên
- Vô địch Euro: 1988
- Hạng nhì World Cup: 1974
- Cúp C1: 1971
- Hạng 2 cúp C1: 1969
- Vô địch La Liga: 1974
- Cup KNVB: 1967, 1970, 1971

Khác
- Huấn luyện viên hay nhất thế kỉ: 1999
- Tước hiệp sĩ của KNVB: 2002
- Giải thưởng cống hiến cả đời: 2002
- Huấn luyện viên hay nhất trong 50 năm của Hà Lan: 2004